# Bufo dhufarensis
Bufo dhufarensis é uma espécie de anfíbio da família Bufonidae.
Pode ser encontrada nos seguintes países: Omã, Arábia Saudita, Emirados Árabes Unidos e Iémen.
Os seus habitats naturais são: matagal árido tropical ou subtropical, rios, rios intermitentes, nascentes de água doce, jardins rurais, áreas urbanas, lagoas e terras irrigadas.